# Бондал, Станислав Ильич
Станислав Ильич Бондал (2 августа 1941 — 12 декабря 2019) — советский и российский военачальник. Начальник Красноярского высшего командного училища радиоэлектроники ПВО. Генерал-майор.

## Биография
Родился 2.08.1941 года в Беларуси.
После окончания средней школы в 1958 году работал токарем на заводе.

### Образование
- в 1962 году Красноярское высшее командное училище радиоэлектроники ПВО
- в 1975 году Военная академия воздушно-космической обороны имени Маршала Советского Союза Г. К. Жукова

### На воинской службе
В 1959 году поступил и в 1962 году окончил Красноярское высшее командное училище радиоэлектроники ПВО (КРТУ). В дальнейшем проходил службу в должностях командира взвода, отдельной радиолокационной роты (ОРЛР), радио-технического батальона (РТБ).
В 1975 году окончил Военную академию Воздушно-космической обороны (BA ВКС).
Продолжал службу в должностях командира радиотехнического полка (РТП), радиотехнической бригады (РТБр).
С 1980 по 1986 год возглавлял кафедру тактики и вооружения РТВ в BA ВКО.
В 1987—1996 годах — начальник Красноярского высшего командного училища радиоэлектроники ПВО
В 1996 году закончил службу в ВС России.
Избирался депутатом Красноярского краевого Совета народных депутатов, депутатом городского Совета в городах Ельце и Орле.

### В отставке
С 2012 года Инспектор Группы инспекторов Объединённого стратегического командования Южного военного округа Министерства обороны Российской Федерации. Жил и работал в городе Краснодар. Умер 12 декабря 2019 года.

## Семья
- жена
- дети

## Знаки отличия
- Орден «За службу Родине в Вооружённых Силах СССР» 3 степени
- Медаль «За боевые заслуги»
- Медаль «В ознаменование 100-летия со дня рождения Владимира Ильича Ленина» (6 апреля 1970[1])
- Юбилейная медаль «Двадцать лет Победы в Великой Отечественной войне 1941—1945 гг.»
- Медаль «За укрепление боевого содружества»
- Юбилейная медаль «50 лет Вооружённых Сил СССР»[2]
- Юбилейная медаль «60 лет Вооружённых Сил СССР»[3]
- Юбилейная медаль «70 лет Вооружённых Сил СССР»[4]
- Медаль «За безупречную службу» I степени
- Медаль «За безупречную службу» II степени
- Медаль «За безупречную службу» III степени
- Медаль «За ратную доблесть» и др.